# 三沢またろう
三沢 またろう（みさわ またろう、1960年10月23日 - ）は、日本のパーカッショニスト、音楽プロデューサー、アレンジャー。MATARO名義でも活動する。本名は三沢 成樹（みさわ しげき）。北海道苫小牧市出身。洗足学園音楽大学ロック&ポップス打楽器講師。

## 人物
芸名の「またろう」は高校時代のニックネームに由来する。音楽業界に紹介してくれた先輩が母校・東京音大出身であったためプロになってからもそう呼ばれ、姓名判断の結果が良かったことや覚えてもらいやすいということでそのまま名乗り続けることになった。
音大ではクラシック打楽器を学び、ティンパニ・マリンバ・グロッケンはもちろん、ラテン楽器のコンガ・ボンゴ・ティンバレスやジャンベ・カホン・パンデイロ・タブラほか、あらゆるパーカッションをノンジャンルで操り、どんな音楽にも独自のアレンジでパーカッションを加える。自らを「ジャンルにとらわれない、またろう流のパーカッション」と称する。
東京音楽大学在学中にサンババンド「OPA」に参加、続いてシュガー（1982年）や髙橋真梨子（1983年）などのアーティストのバックバンドでプロのパーカッショニストとしてレコーディングおよび演奏活動を開始する。そして大学卒業後の1985年にスタジオミュージシャンとしての活動を本格化。以来、さまざまなアーティストのレコーディングやライブに参加する。そのジャンルはポップス・ハードロック・メタル・ラップ・歌謡曲・アニメソング・CMジングルなど幅広い。またスタジオ・ミュージシャンとしての活動と並行してアーティストのアレンジやプロデュース、CMの作曲・編曲等を手掛け、複数の音楽ユニットやバンドにも参加する。自身のバンド「J.A.M」「東京マンデーズ」「The Rhythm Kings」ではボーカル・ギターも担当する。
1990年、米米CLUBのコンサートツアー『SHARISHARISM ART WORK』に参加し、以降メンバーとして1997年の解散まで活動する。そして2006年の再結成以降もサポートミュージシャンとして関わることとなる。とくに演奏するだけでなく、観客を楽しませ盛り上げるエンターテイナーとしての感覚は米米CLUBに在籍したことで大きく養われたという。演奏は観客の目を惹く事を意識した大きなアクション・パフォーマンスが特徴的。 パーカッションのほかコーラスも担当し、自らコーラスアレンジも手がける。
落語家としての顔も持っており、実際に落語を披露することはほとんどないが「金原亭またろう」という亭号も得ている。
妹の三沢泉（みさわ いずみ）も同じくパーカッショニスト。坂本真綾のコンサート等に関わり、連続テレビ小説『あまちゃん』（NHK）のBGMのレコーディングにも参加している。
歌手の堀江淳は中学時代の同級生。

## 略歴
※オフィシャルサイトなどのプロフィールを参照。
1976年、東京音楽大学付属音楽高等学校打楽器科に入学。
1979年、東京音楽大学打楽器科に入学。
大学在学中の1980年にサンバ・グループ「OPA」のパーカッショニストとしてプロデビュー。
1985年に大学を卒業すると、宮野弘紀らとフュージョンバンド「Right Staff」を結成。
1987年、バンダイやカルビー等のCM曲の編曲を手掛ける。
1989年、高橋真梨子のアルバム『Pretend 』に楽曲「POLICE STORY」を提供。
1990年、米米CLUBに参加。以降、1997年3月の解散までメンバーとして活動する。同年、あがた森魚を中心に音楽ユニット「雷蔵」を結成。
1993年、角川映画「REX 恐竜物語」のテーマソング「ときの旅路 〜REXのテーマ〜」（米米CLUB、オリコン3位）の編曲を手掛ける。
1994年11月10日、1stソロシングル「ヒミツの海」発売。同年12月1日、1stソロアルバム『MONTUNO』発売。
1995年 3月10日、2ndソロシングル「星の下で踊りましょう」発売。8月25日、 3rdシングル「君を愛した理由」発売。
1996年、ドゥービー・ブラザーズ、玉置浩二のジョイントコンサートにサポートメンバーとして参加。同年、自らプロデュースを手掛けるユニット「THE RHYTHM KINGS」を結成。同年8月、石井竜也、Char、有賀啓雄によるユニット「ACRI」のアルバム『ACRI』のレコーディングに参加。
1997年11月17日、「東京マンデーズ」結成。同年12月、MATARO Presents『THE RHYTHM KINGS & 金原亭世之介～コンガは落語でX'mas』を開催。
2003年、テツandトモの初メジャーCD「なんでだろう 〜こち亀バージョン〜」をプロデュース。
2006年、米米CLUBが復活し、継続的に活動することを発表。

## 所属グループ
OPA
- サンババンド。メンバーはヘンリー久原、佐藤富士雄、吉田豊、三沢またろう、岸ヨシキ。

Right Staff
- 宮野弘紀がリーダーのフュージョンバンド。アルバム『Right Staff1』をキングレコードよりリリース。

J.A.M.
- メンバーは小松崎純（Vocal/Pianica）三沢またろう（Vocal/Guitar/Percussion）、田中章（Vocal/Guitar）。
- 1980年半ば、高橋真梨子のコーラスを担当していた3人が同じ趣味のもと、その楽屋で結成。
- グループ名はメンバーの頭文字（Jun Komatsuzaki, Akira Tanaka, Mataro Misawa）から。

The Rhythm Kings
- 自らプロデュースを手掛ける三沢またろうのリーダーバンド。1996年結成。アルバム2枚、シングル2枚をリリース。
- メンバーはまたろう（percussion、vocal、guitar）、Be（guitar）、ジュリアーノ勝又（keybords）、TOSHI（drums）、くどうたけし（bass）。
- 2011年に「New Rhythm Kings 5」として再結成。

東京マンデーズ
- 1997年、MXTVの『電リク! BEAT BOX』月曜日パーソナリティー3人（大久保謙作、MATARO、高橋里華）により番組内で結成されたユニット。

雷蔵
- 1990年結成のあがた森魚中心のユニット。

DSD trio
- 福山雅治のレコーディングを契機に集結した井上鑑（Piano, Keyboards）、山木秀夫（Drums, Varaphone）、三沢またろう（Percussion）の3人によるユニット。2013年11月のライブで始動。2014年に1stアルバム『LISTEN』リリース。
- ユニット名はドラム&シンセサイザー&ドラム（パーカッション）の編成を示すと共に、これからの時代の音質にこだわったチャレンジを示すDSDフォーマットをも見据えたダブルミーニング。

## サポートした主なアーティスト
- AI
- 相川七瀬
- aiko
- 赤木りえ（フルート奏者、1988年 - ）
- 阿川泰子（1988年 - ）
- AKINO from bless4
- アナーキー（1985年 - ）
- 安室奈美恵
- 嵐
- THE ALFEE
- いきものがかり
- 石川さゆり
- 泉谷しげる
- 井上陽水
- 今井美樹
- UVERworld
- AIR
- EXILE
- S-KEN（1989年）
- エディ山本（1986年）
- 遠藤京子（1988年）
- 大江千里（1999年 - ）
- 大貫妙子（1989年 - ）
- 大野えり（1988年 - ）
- 大橋純子（1990年 - ）
- 尾崎勝司（1984年 - ）
- オテロ・モリノー[注 6]（スチールドラム奏者、1989年 - ）
- ORIGINAL LOVE（1990年 - ）
- ORANGE RANGE
- 甲斐よしひろ（1999年 - ）
- 勝誠二（1989年 - ）
- 加藤登紀子
- KARAK（1990年 - ）
- 河内淳貴
- 菅野よう子
- キリンジ
- Kiroro
- KinKi Kids
- CHEMISTRY
- 香西かおり
- 郷ひろみ
- 箏座（1990年）
- coba
- 米米CLUB
- 桑田佳祐/サザンオールスターズ
- さだまさし
- 佐藤隆（1988年 - ）
- 真田広之（1990年 - ）
- SUNNY
- 椎名林檎
- 柴咲コウ
- Sugar（1982年 - ）
- JUJU
- すかんち（1990年 - ）
- スキマスイッチ
- 鈴木雅之
- SPY（1989年 - ）
- SMAP
- 高野寛
- 髙橋真梨子（1983年 - ）
- 高橋洋子
- 谷村有美（1990年 - ）
- DA PUMP
- ドゥービー・ブラザーズ&玉置浩二ジョイントコンサート（1996年 - ）
- テツandトモ
- 寺岡呼人
- 寺尾聰
- 冨田ラボ
- 中島美嘉
- 中島みゆき
- 中西俊博（ヴァイオリン奏者、1988年 - ）
- 中森明菜
- 浜崎あゆみ
- 浜田均（ヴィブラフォン奏者、1988年 - ）
- 浜田省吾
- 浜本沙良
- 原田真二
- BEGIN（1990年 - ）
- ピチカート・ファイヴ
- 一青窈
- hitomi
- 平井堅
- THE BOOM
- 福山雅治（1998年9月 - ）
- フリッパーズ・ギター
- 古内東子
- ブレッド&バター（1987年 - ）
- 堀江由衣
- ポルノグラフィティ
- PONTA BOX
- 槇原敬之
- 松たか子
- 松田聖子（1994年 - ）
- 松任谷由実
- マリーン（1988年 - ）
- マンナ（1990年）
- 溝口肇（チェロ、1988年 - ）
- 三宅純（1986年 - 、アルバム『永遠の掌』参加）
- ももいろクローバーZ
- 森山直太朗
- 森山良子
- 矢沢永吉
- 矢野真紀
- 山下久美子
- 山梨鐐平（1984年 - ）
- yui
- ゆず
- 吉田兄弟
- 渡辺美里（1990年 - ）
- Linked Horizon

- Rockon Social Club

## ディスコグラフィー

### ソロ

#### シングル
|     | 発売日         | タイトル             | 規格 | 規格品番    | レーベル              | 備考 |
| --- | -------------- | -------------------- | ---- | ----------- | --------------------- | ---- |
| 1st | 1994年11月10日 | ヒミツの海           | CD   | TCDN-7      | TRYCLE                |      |
| 2nd | 1995年3月10日  | 星の下で踊りましょう | CD   | TCDN-11     | TRYCLE                |      |
| 3rd | 1995年8月25日  | 君を愛した理由       | CD   | bounce-0010 | bounce/タワーレコード |      |

#### アルバム
|     | 発売日        | タイトル      | 規格 | 規格品番   | レーベル     | 備考 |
| --- | ------------- | ------------- | ---- | ---------- | ------------ | ---- |
| 1st | 1994年12月1日 | MONTUNO       | CD   | TCCN-28009 | TRYCLE       |      |
| 2nd | 2011年7月6日  | A Way of Life | CD   | DQC-736    | 5030 records |      |

### 提供楽曲
※ソロ、所属グループを除く。
- 高橋真梨子「POLICE STORY」（アルバム『Pretend 』収録、1989年）

### アレンジ&プロデュース作品
- 又紀仁美「スマートに行こう!」
- 横山智佐「夢見れば夢も夢じゃない」（テレビ東京系「魔法少女プリティーサミー」オープニングテーマ曲）
- 秋山久美「PERSONA」（テレビ東京系「魔法少女プリティーサミー」エンディングテーマ曲）
- テツandトモ「なんでだろう〜こち亀バージョン〜」（2003年、プロデュース）

#### 映像作品
| ジャンル         | 発売日       | タイトル                                                                      | 規格 | 規格品番 | レーベル       | 備考 |
| ---------------- | ------------ | ----------------------------------------------------------------------------- | ---- | -------- | -------------- | ---- |
| ドキュメンタリー | 2016年7月3日 | クローズアップ三沢またろう 密着プロの現場〜エンターテイメントを彩る匠の仕事〜 | DVD  | AND-062  | アルファノート |      |

### J.A.M.名義

#### アルバム
|     | 発売日 | タイトル                           | 規格 | 規格品番 | レーベル | 備考 |
| --- | ------ | ---------------------------------- | ---- | -------- | -------- | ---- |
| 1st |        | JUN, AKIRA & MATARO                | CD   | JAM-001  | DOTSUBO  |      |
| 2nd |        | SINGLE: 3 FOLKED ROAD              | CD   | JAM-003  | DOTSUBO  |      |
| 3rd |        | アコギなセッキョウはゆるせない！！ | CD   | JAM-004  | DOTSUBO  |      |

### The Rhythm Kings

#### シングル
|     | 発売日        | タイトル                              | 規格  | 規格品番  | レーベル    | 備考                                              |
| --- | ------------- | ------------------------------------- | ----- | --------- | ----------- | ------------------------------------------------- |
| 1st | 1996年6月26日 | 素敵な夜しよう                        | CD    | PICL-0007 | PIONEER LDC | エルボーボーンズ&ザ･ラケッティアーズのカヴァー曲｡ |
| 2nd | 1997年1月29日 | 調子にのっておりました/リズキンマーチ | 8cmCD | PIDL-1218 | PIONEER LDC |                                                   |

#### アルバム
|     | 発売日        | タイトル         | 規格 | 規格品番  | レーベル    | 備考 |
| --- | ------------- | ---------------- | ---- | --------- | ----------- | ---- |
| 1st | 1996年5月22日 | The Rhythm Kings | CD   | PICL-1126 | PIONEER LDC |      |
| 2nd | 1997年4月23日 | FEVER            | CD   | PICL-1141 | PIONEER LDC |      |

### 東京マンデーズ

#### シングル
|     | 発売日        | タイトル     | 規格 | 規格品番 | レーベル | 備考 |
| --- | ------------- | ------------ | ---- | -------- | -------- | ---- |
| 1st | 1998年6月22日 | メランコリー | CD   | MXTV-001 | MXTV     |      |

#### アルバム
|     | 発売日       | タイトル                 | 規格 | 規格品番 | レーベル     | 備考 |
| --- | ------------ | ------------------------ | ---- | -------- | ------------ | ---- |
| 1st | 1998年8月1日 | Hey! Hey! We're MONDAYS! | CD   | MXTV-002 | MXTV/DOTSUBO |      |

## 出演
- 『21世紀遊人読本』（JFN系14局ネット、1996年） - パーソナリティー。
- 『電リク! Beat Box』（MX-TV、1997年1月 - ） - レギュラー出演。共演：大久保謙作、高橋里華。
- 『BB LIVE ARENA』（MX-TV、1998年4月 - ） - 「東京マンデーズ」のメンバーがホストを務める。